# Aurora (Zamboanga del Sur)
Aurora is een gemeente in de Filipijnse provincie Zamboanga del Sur op het eiland Mindanao. Bij de laatste census in 2007 had de gemeente ruim 47 duizend inwoners.

## Geografie

### Bestuurlijke indeling
Aurora is onderverdeeld in de volgende 44 barangays:
| - Acad - Alang-alang - Alegria - Anonang - Bagong Mandaue - Bagong Maslog - Bagong Oslob - Bagong Pitogo - Baki - Balas - Balide - Balintawak - Bayabas - Bemposa - Cabilinan | - Campo Uno - Ceboneg - Commonwealth - Gubaan - Inasagan - Inroad - Kahayagan East - Kahayagan West - Kauswagan - La Paz - La Victoria - Lantungan - Libertad - Lintugop - Lubid | - Maguikay - Mahayahay - Monte Alegre - Montela - Napo - Panaghiusa - Poblacion - Resthouse - Romarate - San Jose - San Juan - Sapa Loboc - Tagulalo - Waterfall |

## Demografie
Aurora had bij de census van 2007 een inwoneraantal van 47.177 mensen. Dit zijn 4.357 mensen (10,2%) meer dan bij de vorige census van 2000. De gemiddelde jaarlijkse groei komt daarmee uit op 1,35%, hetgeen lager is dan het landelijk jaarlijks gemiddelde over deze periode (2,04%). Vergeleken met de census van 1995 is het aantal mensen met 7.020 (17,5%) toegenomen.

De bevolkingsdichtheid van Aurora was ten tijde van de laatste census, met 47.177 inwoners op 180,95 km², 260,7 mensen per km².